# Ctenoneura gigantea
Ctenoneura gigantea är en kackerlacksart som beskrevs av Roth, L. M. 1993. Ctenoneura gigantea ingår i släktet Ctenoneura och familjen Polyphagidae. Artens utbredningsområde är Malaysia. Inga underarter finns listade i Catalogue of Life.